# 데비

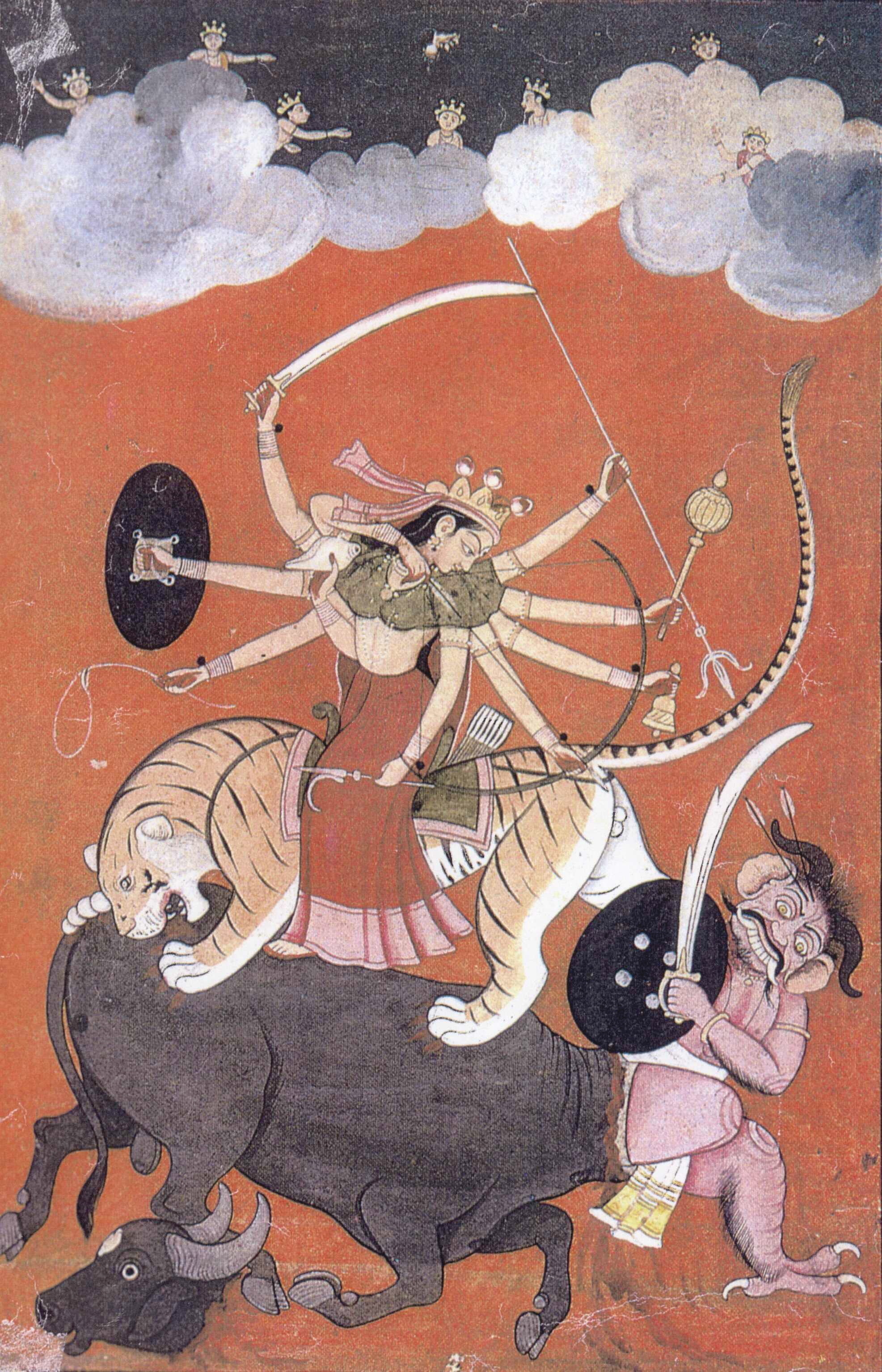
악마 마히쉬아수라를 죽이는 두르가

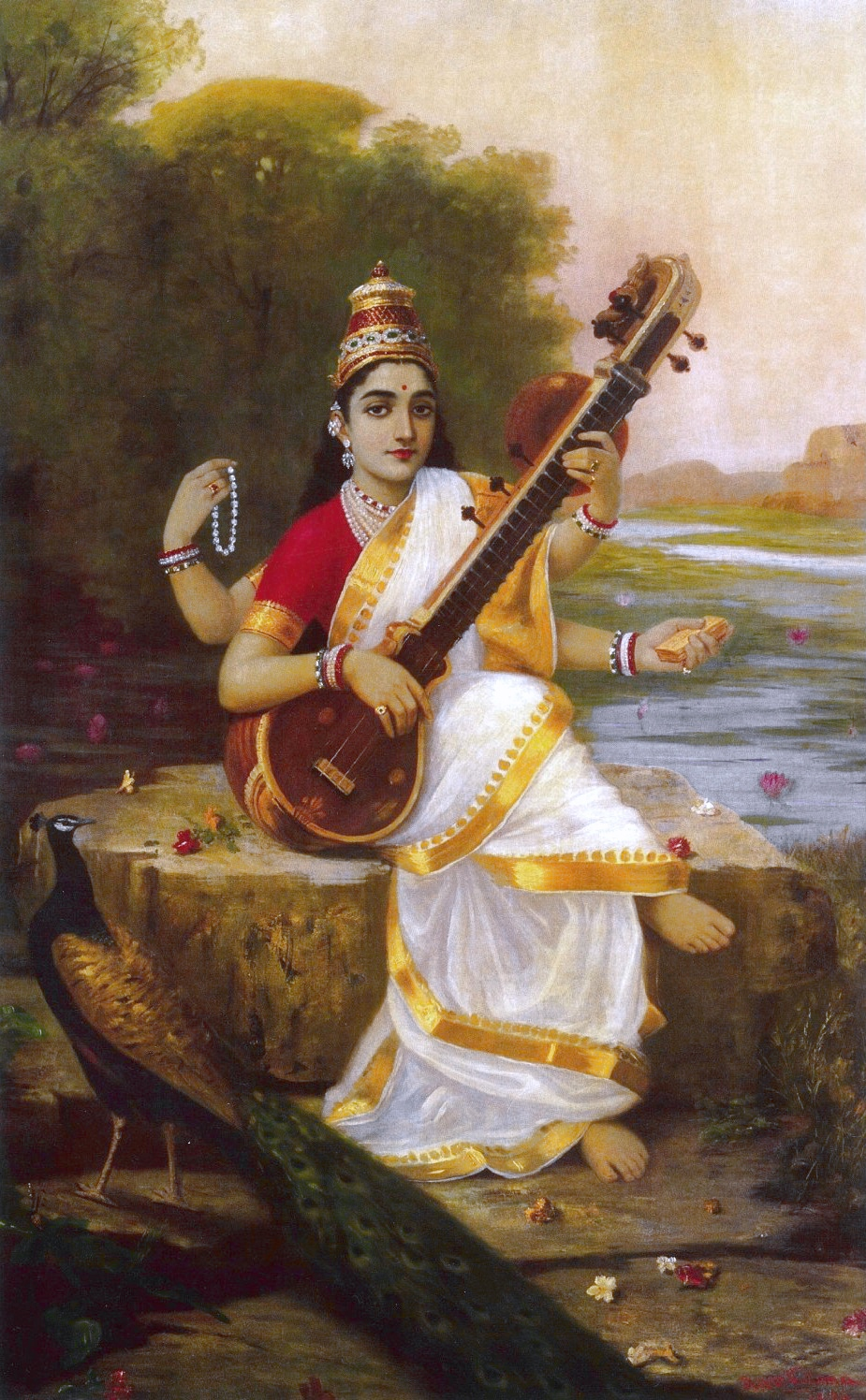
여신 사라스와티

데비(산스크리트어: देवी Devi)는 "여신(女神 · )"을 뜻하는 산스크리트어 낱말로 주로 힌두교에서 사용된다. 데비는 힌두교의 주요 네 종파 중의 하나인 샥티파 힌두교에서 숭배하는, 최고신의 여성적 측면인 샥티(Shakti)와 동의어이다.
힌두교의 전통에 따르면, 데비는 최고신의 여성적 측면으로, 이 여성적 측면이 없다면 의식(Consciousness) 또는 식별력(Discrimination)에 해당하는 최고신의 남성적 측면은 무력하고 결여된 상태로 있게 된다. 예를 들어, 우주의 창조에 있어서 신의 남성적 측면인 의식 또는 식별력은 신 자신의 마음 속에 우주의 설계도를 그린다. 그러나 이것만으로는 물질적 형상을 띤 우주가 창조되지 않으며 신의 여성적 측면인 데비 또는 샥티라는 에너지 또는 파워가 더하여져야 비로소 우주가 창조된다. 이런 면에서 여신 숭배는 힌두교의 주요한 한 부분을 이룬다.
데비는 그 본질에 있어서 힌두교의 모든 여신들의 핵심에 해당한다. 최고신의 여성적 현현으로서, 데비는 또한 프라크리티(Prakriti)라고도 불리는데, 이것은 이 여신이 푸루샤(Purusha)라고 불리는, 최고신의 남성적 측면과 균형을 이루기 때문이다.
데비는 샥티파 힌두교(Shaktism)의 최고신 또는 주신이다. 반면 스마르타파 힌두교에서는 데비는 판차데바(Panchadeva), 즉 최고신의 주요 다섯 모습들 중의 하나이다. 다른 힌두교 종파인 시바파 힌두교와 비슈누파 힌두교에서 데비는 푸루샤(Purusha)에 해당하는 남성 신의 활동적인 에너지와 파워가 구체화된 존재로서의 여신이다. 즉 시바파의 경우 데비는 시바의 샥티(에너지 · 파워)에 해당하는데, 이 시바의 배우자로서의 여신을 시바파에서는 파르바티(Parvati)라 부른다. 비슈누파의 경우 데비는 비슈누의 샥티(에너지 · 파워)에 해당하는데, 이 비슈누의 배우자로서의 여신을 비슈누파에서는 락슈미(Lakshmi)라 부른다.

## 데비
- 마하데비(Mahadevi)
- 두르가(Durga)
- 사라스와티(Saraswati)
- 락슈미(Lakshmi)
- 파르바티(Parvati)
- 칼리(Kali)
- 마하비드야(Mahavidya)
- 나바두르가(Navadurga)
- 시타(Sita)
- 라다(Radha)
- 마트리카스(Matrikas)

## 같이 보기
- 데바 (힌두교)
- 샤크티파
- 샤크티
- 프라크리티
- 트리데비

## 참고 문헌
- Flood, Gavin (1996). 《An Introduction to Hinduism》 (영어). Cambridge: Cambridge University Press. ISBN 0-521-43878-0.